# Douglas Mason
Douglas « Doug » Mason (né le 20 août 1955 à Sudbury) est un entraîneur canado-néerlandais de hockey sur glace. Son fils Steve Mason est également un joueur de hockey sur glace.

## Carrière de joueur
Né à Sudbury, en Ontario, Mason joue dans la SOJHL, l'OHA et l'IHL . Mason part ensuite pour les Pays-Bas, signant en 1979 avec les Tilburg Trappers. Il joue pour l'équipe jusqu'à la fin de sa carrière, soit en 1988.

## Carrière d'entraîneur
La carrière d'entraîneur de Mason commence en 1989 : dans son premier rôle d'entraîneur-chef, il travaille pour le Langhout Utrecht pendant deux ans, guidant le club vers un championnat de l'Eredivisie en 1991. Il passe par la suite la saison 1991-92 dans la LHO, en tant qu'entraîneur adjoint des Wolves de Sudbury.
Après de courts passages en Suisse (SC Lyss) et en Italie (Asiago Hockey), Mason revient aux Tilburg Trappers en 1993 et passe quatre ans à la tête du club. Sous sa tutelle, les Trappers ont remporté trois championnats consécutifs.
Après un deuxième passage en Suisse avec le SC Lucerne en 1997-98, sauvant l'équipe de la relégation, il est nommé entraîneur-chef du club allemand Augsburger Panther. La saison suivante, soit en 1998-1999, il est embauché par les Krefeld Pinguine et est leur entraîneur-chef jusqu'en 2001.
Mason prend les fonctions d'entraîneur-chef à EV Zug de la NLA pour la saison 2001-02 et a quitte le club en octobre 2002.
En 2003, il décroche le poste d'entraîneur-chef des Iserlohn Roosters et sauve de nouveau une équipe de la relégation. Il reste à Iserlohn jusqu'à la fin de la saison 2005-06 et est nommé entraîneur-chef de Kölner Haie en avril 2006. Mason guide l'équipe de Cologne jusqu'à la finale de la saison 2008, où l'équipe de Haie est éliminée par Eisbären Berlin. Mason est démis de ses fonctions en septembre 2008 après sept défaites consécutives.
Il signe avec Adler Mannheim pour la saison 2009-10, mais son bref règne est écourté après seulement une demi-saison suite à une série de huit défaites en neuf matchs.
Mason signe avec les Iserlohn Roosters en décembre 2010, revenant pour un deuxième mandat à la tête du club. En octobre 2013, il est limogé après une mauvaise série de résultats.
En octobre 2014, Mason est nommé entraîneur-chef de l'équipe autrichienne Klagenfurter AC et guide l'équipe vers une apparition en demi-finale lors de sa première année. Il signe un nouveau contrat de deux ans en avril 2015, mais quitte le club en décembre 2015.
Le 15 décembre 2016, Mason est nommé entraîneur-chef des Graz 99ers pour remplacer Ivo Jan, fraîchement limogé, à la tête du club autrichien. À partir d'avril 2018, il prend le poste d'entraîneur-chef de l'équipe nationale néerlandaise.

## Équipe nationale
Mason est entraîneur-chef de l'équipe nationale néerlandaise d'août 1993 à mai 2000, entraînant l'équipe lors de onze championnats du monde. En 2008, il rejoint le personnel d'entraîneurs de l'équipe nationale canadienne pour la Deutschland Cup.